# Otōto no Otto
Otōto no Otto (弟の夫) é uma série de manga escrita e ilustrada por Gengoroh Tagame, e publicada na revista Monthly Action pela editora Futabasha entre novembro de 2014 e maio de 2017. Nos países anglófonos, a série foi traduzida em compilação por Anne Ishii, e publicada pela editora estado-unidense Pantheon Books e pela editora britânica Blackfriars. A série retrata a relação entre Yaichi, a sua filha Kana, e o canadiano Mike Flanagan, que casou-se com Ryōji, o irmão de Yaichi, e aborda questões como a homofobia e as diferenças culturais. Gengoroh Tagame afirmou que a temática do manga é sobre as relações familiares.

## Média

### Manga
Otōto no Otto foi publicado na revista de manga seinen Monthly Action pela editora Futabasha entre novembro de 2014 e maio de 2017. Na América do Norte, a compilação dos primeiros volumes foi publicada pela Pantheon Books a 2 de maio de 2017, e os últimos volumes serão publicados a 18 de setembro de 2018. Na França, a série foi publicada na Akata pela editora Delcourt.
Volumes
| N.º | Data de lançamento    | ISBN           |
| --- | --------------------- | -------------- |
| 1   | 5 de maio de 2015     | 978-4575846256 |
| 2   | 12 de janeiro de 2016 | 978-4575847413 |
| 3   | 12 de outubro de 2016 | 978-4575848632 |
| 4   | 12 de julho de 2017   | 978-4575850055 |

### Drama japonês
A série de televisão japonesa com três episódios foi anunciada em dezembro de 2017, e exibida na NHK BS Premium em março de 2018, tendo sido realizada por Teruyuki Yoshida e Yukihiro Toda, e protagonizada por Ryuta Sato como Yaichi e Baruto Kaito como Mike.
Episódios
| # | Título                | Direção          | Guião         | Exibição original   |
| - | --------------------- | ---------------- | ------------- | ------------------- |
| 1 | "Daiichikai (第一回)" | Teruyuki Yoshida | Yukihiro Toda | 4 de março de 2018  |
| 2 | "Dainikai (第二回)"   | Teruyuki Yoshida | Yukihiro Toda | 11 de março de 2018 |
| 3 | "Saishūkai (最終回)"  | Teruyuki Yoshida | Yukihiro Toda | 18 de março de 2018 |

## Recepção

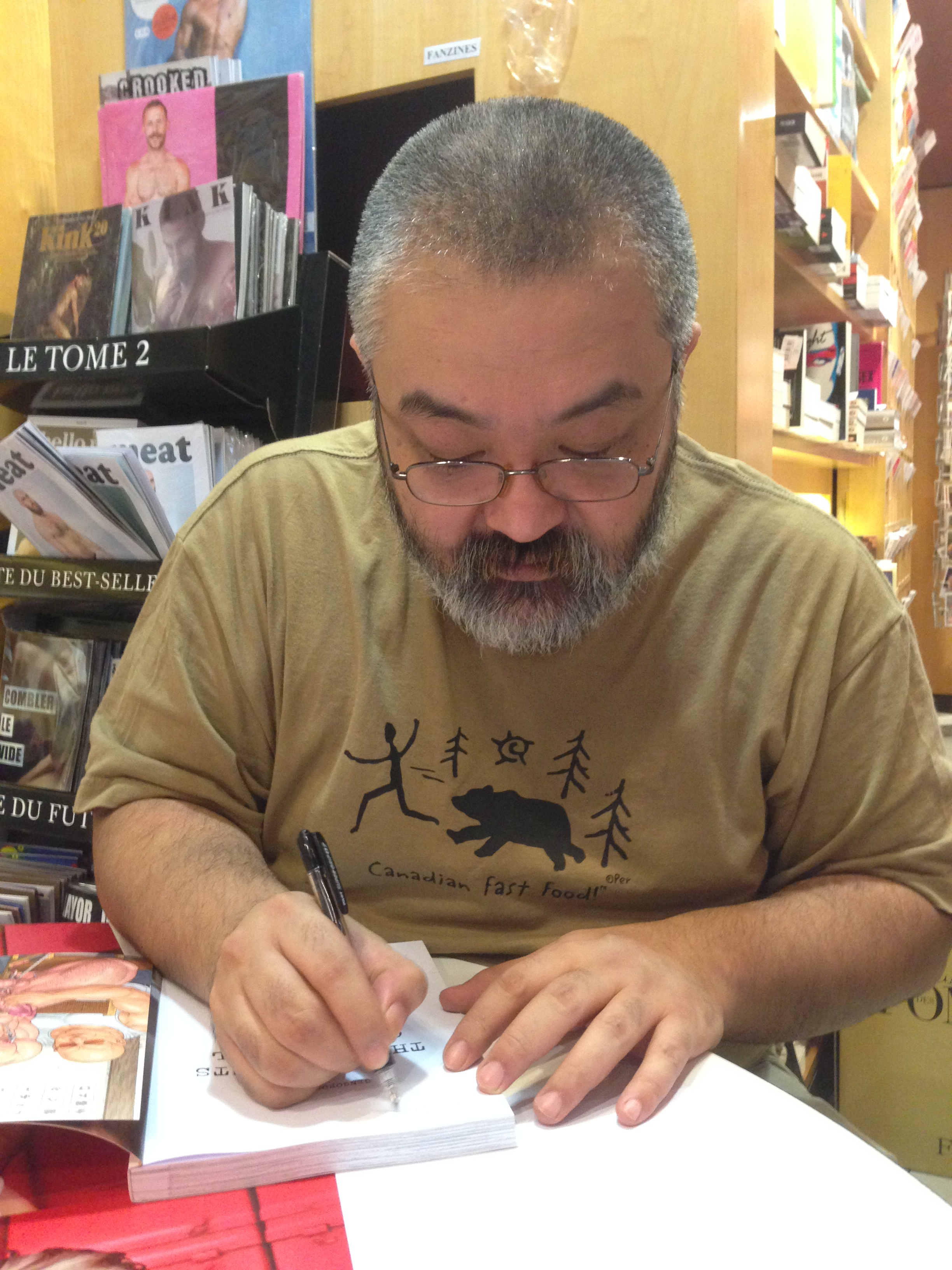
Gengoroh Tagame na livraria Les Mots à la bouche, em Paris.

James Yeh da revista Vice escreveu sobre como a série diz respeito ao casamento gay, que no Japão não é reconhecido por lei, e escreveu que a ilustração, escrita, e as personagens tornam a obra "bonita, emocionante e profundamente humana".
Rachel Cooke do jornal britânico The Guardian escreveu: "A obra não é apenas muito comovente; mas para o leitor não japonês, é inesperadamente fascinante."
Charles Pulliam-Moore do blogue io9, comentou sobre como o manga lida com a homofobia na sociedade japonesa atual, tendo escrito: "Gentilmente, a obra alude ao tipo dos aspetos pequenos e quotidianos da homofobia que levaram o irmão de Yaichi a sair", e: "A mensagem que Tagame está a tentar transmitir, o silêncio, a intolerância subtil pode ser tão prejudicial e barulhenta, quanto o fanatismo irracional, e nem sempre é fácil processar. Tagame entende isto, e à medida que o resto do livro se desdobra, esperançosamente os leitores também."
Rebecca Silverman do sítio Anime News Network, elogiou e classificou a série com A−, tendo escrito: 
Otōto no Otto é uma visão honesta e silenciosa de como os preconceitos e as ideias preconcebidas podem prejudicar não apenas as pessoas contra as quais somos favoráveis, mas também a nós mesmos. Doloroso e emocionante, vale a pena ler este primeiro volume, e as ilustrações sólidas e limpas de Tagame, focadas nos detalhes tais como os pelos do corpo que não vemos com frequência nos mangas tradicionais, ajuda a fundamentar a história na realidade. É o tipo de livro que podemos devorar de uma só vez, não apenas porque há muito o que pensar, mas também porque é bom o suficiente para desejamos que não acabe.
 No entanto, Silverman criticou o tempo em que Mike leva para se desenvolver como personagem, e outras questões com a ilustração.
Ian Wolf da revista MyM classificou a série com 10, tendo escrito de forma positiva sobre como a obra consegue confrontar a homofobia e como se destaca na maioria dos mangas com temática LGBT publicados em inglês, que normalmente são séries yaoi que retratam o termo bishōnen.
O autor de banda desenhada, Alison Bechdel, deu uma crítica positiva ao manga.
A edição francesa foi analisada pela revista Têtu, que considerou de forma positiva a incursão de Tagame nos direitos LGBT.
A série venceu o Prémio de Excelência durante a décima nona edição do Festival de Artes e Meios de Comunicação do Japão em 2015. Em dezembro de 2016, a edição francesa do manga foi nomeada à categoria de "Melhor Banda Desenhada" na quadragésima quarta edição do Festival Internacional da Banda Desenhada de Angolema. Em 2018, o manga venceu o Prémio de Excelência na quadragésima sétima edição do Prémio da Associação dos Cartunistas do Japão.